# Tony Teixeira

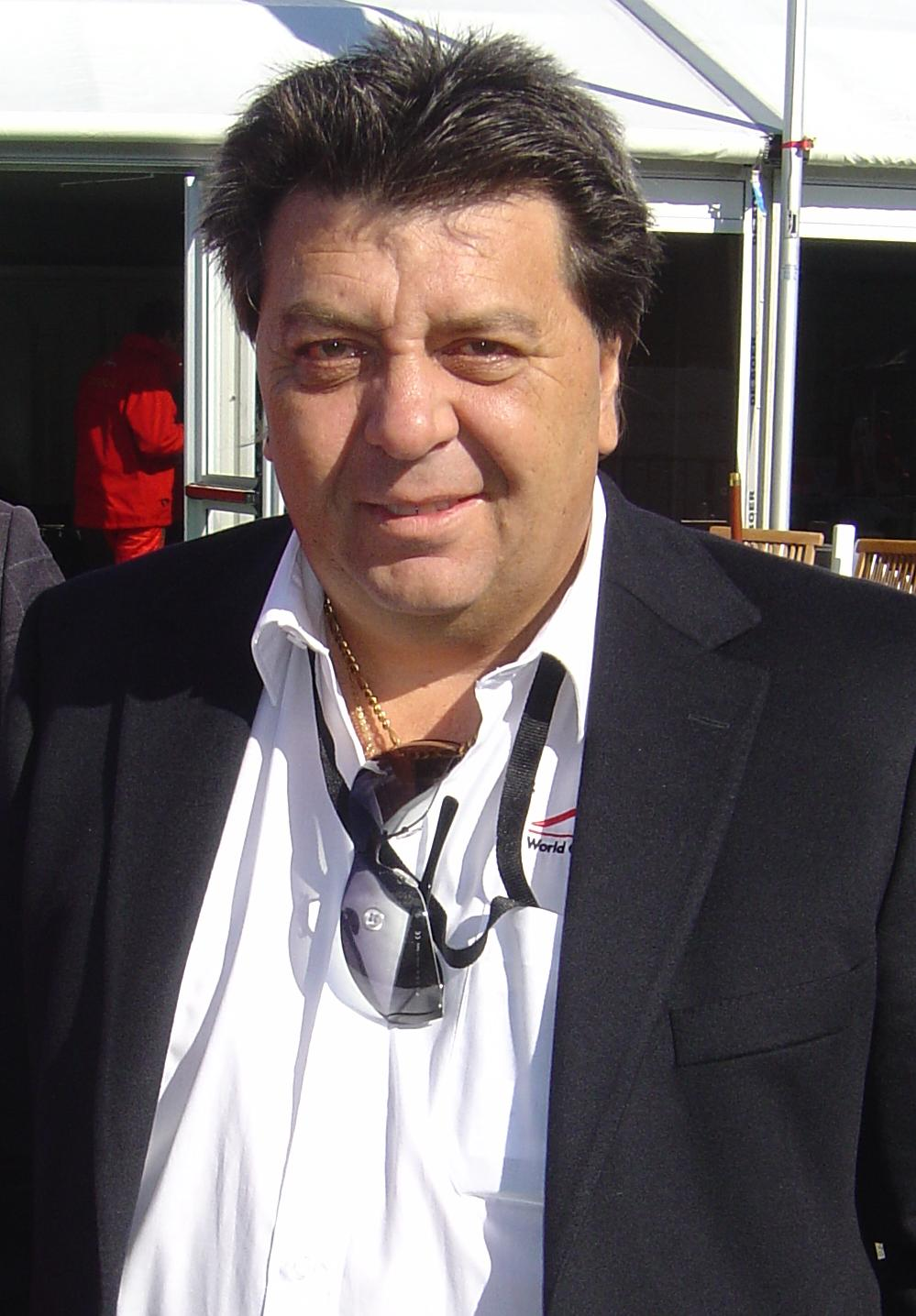
Tony Teixeira

António Teixeira (conhecido como Tony Teixeira) é um empresário luso-africano. Nasceu em Portugal mas emigrou para a África do Sul, naturalizando-se mais tarde sul-africano. Viveu e estudou em Nigel, e mais tarde saiu da escola para trabalhar na empresa mineira SASOL, antes de passar para a indústria de transportes. É proprietário e CEO da empresa de comércio de óleo, diamantes e ouro Energem.
Em 2003, Tony Teixeira foi seleccionado pelo Sheique Maktoum Hasher Maktoum Al Maktoum como CEO do campeonato A1 Grand Prix. Tony Teixeira tomou controlo do campeonato em 2006 e levou-o à liquidação em 2009.
O comércio do stock da Energem foi suspenso em Toronto e em Londres em Junho de 2009, e arquivos da Bolsa de Londres indicam que 54 milhões de dólares americanos da sua dívida são relacionados à A1GP, e os accionistas da Energen e A1GP prometeram o pagamento dos 54 milhões de dólares iria ser feito a 16 de Julho de 2009, uma promessa que foi quebrada, feita novamente e quebrada outra vez a 6 de Agosto, 11 de Setembro, 22 de Setembro, 22 de Outubro, 9 de Dezembro, 31 de Dezembro e novamente a 8 de Janeiro de 2010, com a promessa de 9.5 milhões de dólares adicionais em interesse.
Tony Teixeira fez uma promessa pessoal que iria doar 50 000 dólares para caridade se a A1GP não tivesse a sua corrida inaugural de 2009, em Gold Coast. Esta promessa foi desonrada.
Tentando comércio enquanto dura a situação de insolvência, Tony Teixeira promoveu rumores de ser capaz de adquirir uma equipa de Fórmula 1 depois de outra, sem sucesso.